# إدي كاسيانو
إدي كاسيانو (بالإنجليزية: Eddie Casiano) مواليد 20 سبتمبر 1972 في مانهاتن، هو لاعب كرة سلة سابق من بورتوريكو بدأ مسيرته الاحترافية في سنة 1988. يبلغ طوله 6 قدم 3 بوصة (1.9 م). مثّل منتخب بلاده. شارك في مسابقة كرة السلة في الألعاب الأولمبية الصيفية. اعتزل اللعب في 2008.

## الميداليات
| الميدالية | المسابقة                             |
| --------- | ------------------------------------ |
| برونزية   | بطولة أمم الأمريكتين لكرة السلة 2003 |

## روابط خارجية
- إدي كاسيانو على موقع الاتحاد الدولي لكرة السلة (الإنجليزية)
- إدي كاسيانو على موقع كرة السلة الأوروبية.كوم (الإنجليزية)
- إدي كاسيانو على موقع ريلجم (الإنجليزية)
- إدي كاسيانو على موقع بروبوليرز (الإنجليزية)
- إدي كاسيانو على موقع سبورتس رفرنس (الإنجليزية)
- إدي كاسيانو على موقع أوليمبيديا (الإنجليزية)